# Digitaria polybotryoides
Digitaria polybotryoides är en gräsart som beskrevs av Robyns och Van der Veken. Digitaria polybotryoides ingår i släktet fingerhirser, och familjen gräs. Inga underarter finns listade i Catalogue of Life.